# Elvia donovani
Elvia donovani là một loài bướm đêm trong họ Geometridae.